# Чернево (Великоустюзький район)
Че́рнево (рос. Чернево) — присілок у складі Великоустюзького району Вологодської області, Росія. Адміністративний центр Орловського сільського поселення.

## Населення
Населення — 236 осіб (2010; 318 у 2002).
Національний склад (станом на 2002 рік):
- росіяни — 99 %